# Montier-en-l'Isle
Montier-en-l'Isle è un comune francese di 212 abitanti situato nel dipartimento dell'Aube nella regione del Grand Est.

## Società

### Evoluzione demografica
Abitanti censiti